# Naval Reactors

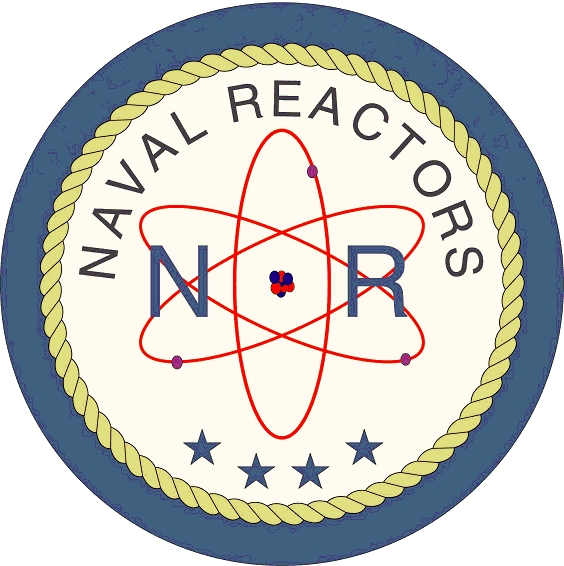
Sigill för Naval Reactors.

Naval Reactors (förkortning: NR) är en organisation i USA:s federala statsmakt som har ett helhetsansvar för kärnkraftsprogrammet i USA:s flotta (engelska: Naval Nuclear Propulsion Program), som används för framdrivning av dess hangarfartyg och dess samtliga ubåtar (både attackubåtar och strategiska ubåtar).

## Bakgrund och organisation
Organisationen, liksom tekniken den arbetar med, härrör från de insatser som utfördes under flera decennier av Hyman Rickover, från senare delen av 1940-talet och fram till dennes pensionering på 1980-talet. Tidigare har även ett fåtal kryssare haft atomdrift, men dessa är numera inte längre i tjänst.
NR är unikt såtillvida att det organisatoriskt ingår både som en del av USA:s energidepartement, genom National Nuclear Security Administration, samt USA:s försvarsdepartement, genom marindepartementet (både som del av flottans högkvartersstab OPNAV och Naval Sea Systems Command). NR leds av en fyrstjärning amiral som tillsätts på en 8 år lång tjänstgöring i ämbetet, längre än någon annan flaggmansbefattning i USA:s väpnade styrkor.

### Utbildning
Under 1990-talet skedde även en konsolidering av utbildningsverksamheten och från 1998 är Naval Nuclear Power Training Command (NNPTC) med dess Nuclear Power School samt Nuclear Power Training Unit förlagd vid Joint Base Charleston. Utbildningen inom flottans atomreaktorprogram anses vara den mest akademiskt krävande i USA:s väpnade styrkor.
I Nuclear Power Training Unit ingår två utrangerade förtöjda atomubåtar som används i utbildningssyfte för kärnreaktordrift. Det pågår ett generationsskifte med två äldre atomubåtar av Lafayette-klass och James Madison-klass som successivt ersätts av två atomubåtar i Los Angeles-klass.

## Galleri

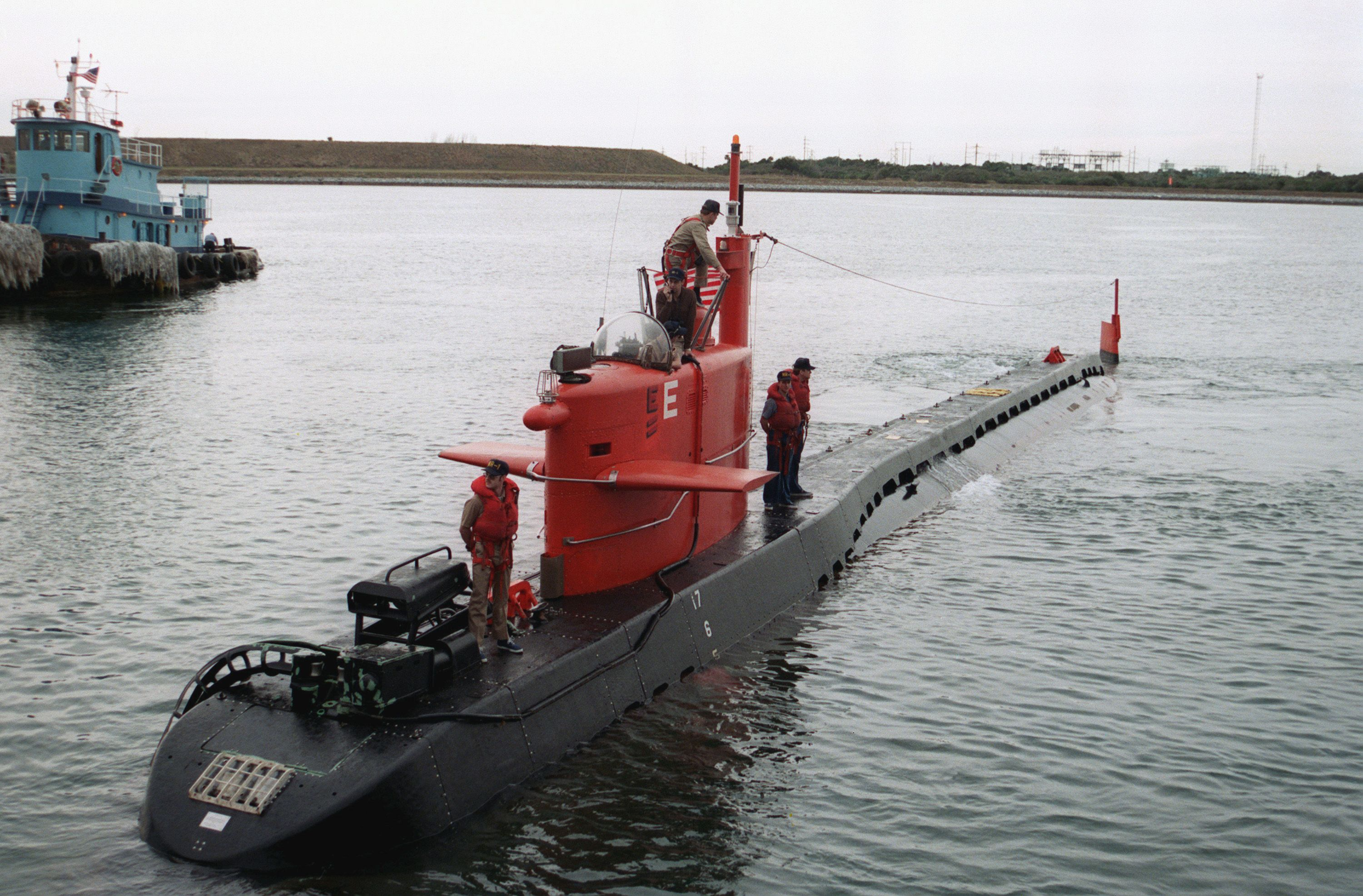
NR-1 (den minsta atomubåten)
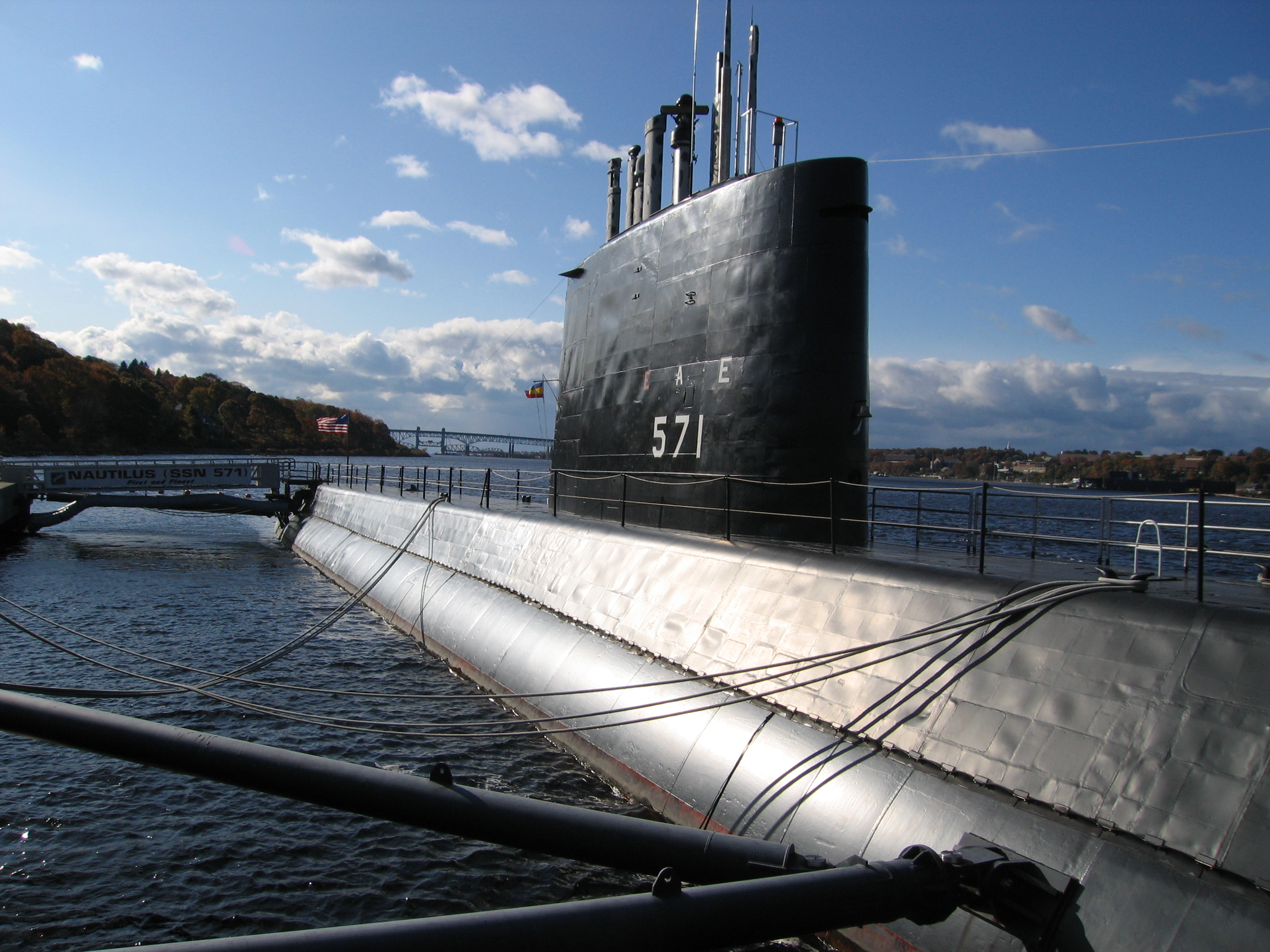
USS Nautilus (SSN-571) (första atomubåten) Museifartyg vid Naval Submarine Base New London)
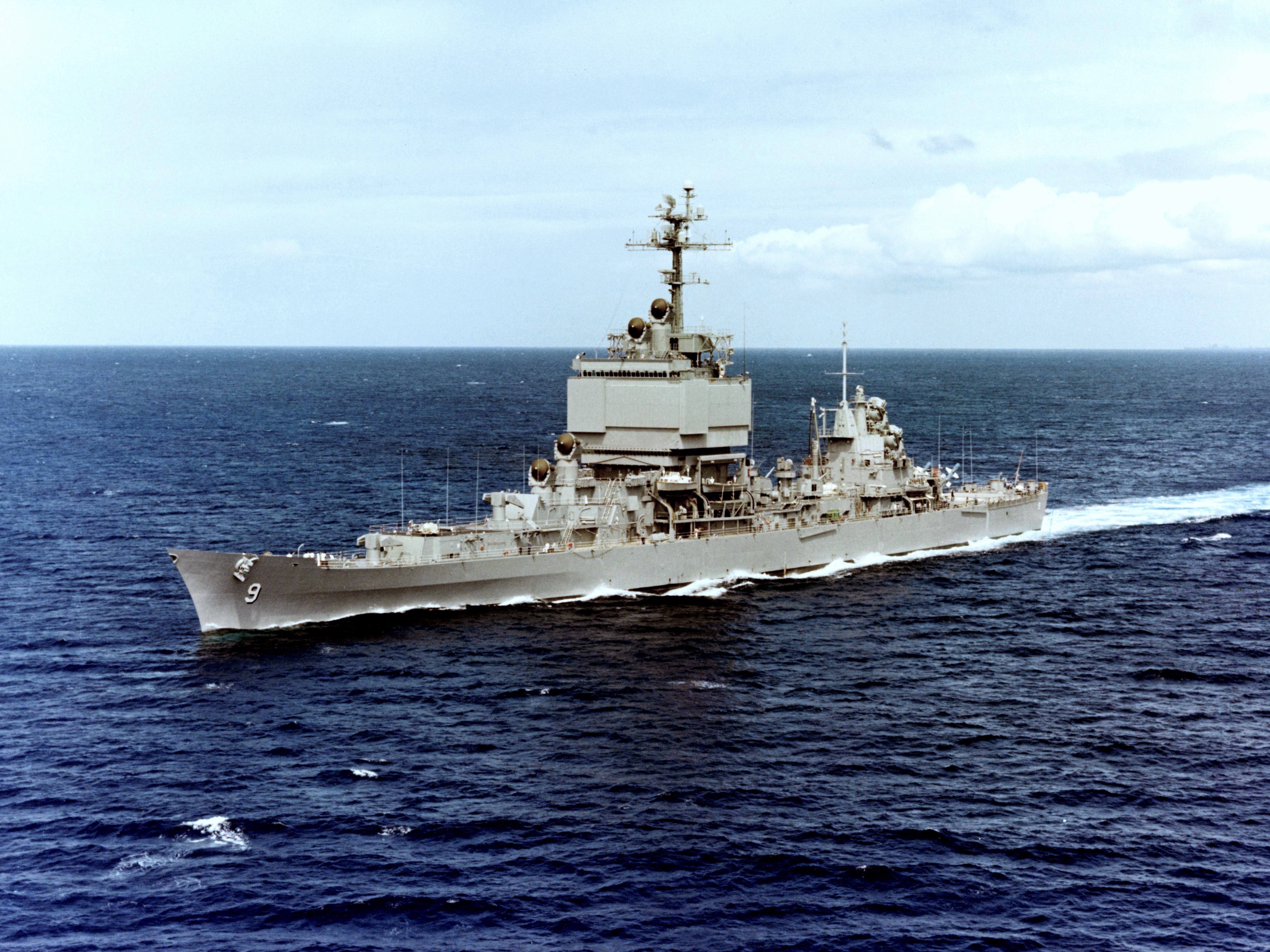
USS Long Beach (CGN-9) (första atomdrivna ytstridsfartyget)
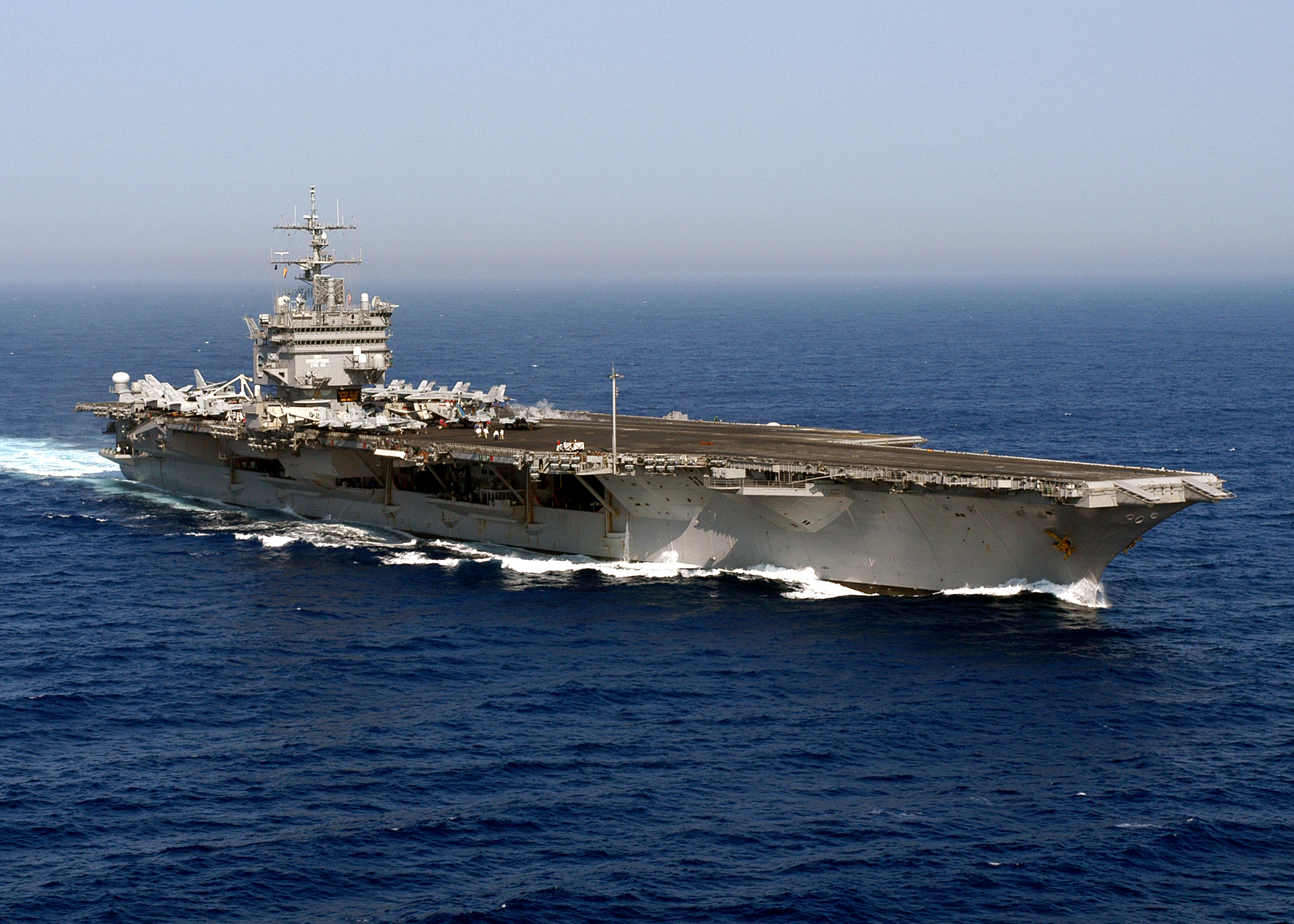
USS Enterprise (CVN-65) (första atomdrivna hangarfartyget)